# Пиксел арт
Пиксел арт (на английски: Pixel art) е форма на дигитално изкуство, създадено чрез използване на растерни софтуерни графики, (когато изображенията са редактирани на пиксел ниво). Графика в най-старите компютърни и видео игри, графични игри, калкулатори, както и много мобилни игри са най-вече пиксел арт.

## История
Терминът „Пиксел арт“ за първи път е публикуван от Адел Голдбърг и Робърт Флегал на Xerox Palo Alto Research Center през 1982 година. Понятието обаче се връща около 10 години преди това, например в системата Ричард Shoup на SuperPaint през 1972 г., също в Xerox PARC.
Някои традиционни изкуства, като counted-thread embroidery (включително cross-stitch) и някои видове мозайка и украшение направено от мъниста, са много сходни с пиксел арт. С тези арт форми се изграждат снимки от малки цветни единици, подобни на пиксела на съвременните цифрови компютри. Подобна концепция за много по-голям мащаб могат да се видят в средствата за масова игра.

## Определение
Филтриране на изображението (като размива или алфа-смесване) или инструменти с автоматично Anti-Aliasing се счита, че не са валидни инструменти за пиксел арт, тъй като такива инструменти изчисляват новите стойности на пикселите автоматично, контрастиращи с прецизно ръководство режим на пикселите, свързани с пиксел арт.

## Техники
Рисунките обикновено започват с това, което се нарича линия на изкуството, което е основната линия, която определя характера, сграда или нещо друго, което авторът възнамерява да изготви. Linearts обикновено са проследени над сканирани чертежи и често се споделят от други пиксел артисти. Други техники, някои наподобяващи живопис, също съществуват.
Ограниченията в палитра често се осъществява в пиксел арт обикновено насърчава използването на dithering за постигане на различни нюанси и цветове, но поради естеството на тази форма на изкуството, това е направено напълно на ръка. Ръчна изработка Anti-Aliasing се използва.
Ето няколко части от изображението Gunk в детайли, изобразяващи някои от техники:
ТУК Архив на оригинала от 2010-06-15 в Wayback Machine.1. Основната форма на dithering, като се използват два цвята в една 2 × 2 шахматна дъска. Смяна на плътността от всеки цвят ще доведе до различни subtones.
ТУК Архив на оригинала от 2010-06-15 в Wayback Machine.2. Стилизиран dithering с 2 × 2 пиксел квадрати произволно разпръснати може да доведе до интересни текстури. Малки кръгове са също често срещани.
ТУК Архив на оригинала от 2010-06-15 в Wayback Machine.3. Anti-Aliasing може да се направи, на ръка, за да улеснят криви и преходи. Някои пиксел артисти правят това само вътрешно, за да запази свежо подчертаване, че може да премине всякакъв фон. Съдържанието на алфа PNG канал може да се използва за създаване на външни Anti-Aliasing за фон.

## Записване и компресиране
Pixel art е за предпочитане, съхранявани в един файлов формат без загуби използване на компресия на данни, като например кодиране на дължина или индексиране на цветната палитра. GIF и PNG са два файлови формати обикновено се използват за съхраняване на пиксел арт. Форматът JPEG се избягва, тъй като неговата lossy алгоритъм за компресиране е предназначен за гладко изображения непрекъснат тон и въвежда видими артефакти в присъствието на dithering.
GIF файл
(318 байта)
PNG файл
(254 байта)
JPEG файл
(706 байта)
Увеличен JPEG формат

## Категории
Pixel art обикновено се разделя на две подкатегории: Изометричен и не-Изометричен. В Изометричен, направени в почти Изометричена dimetric проекция. Това е често срещана в игра за предоставяне на триизмерен изглед, без да използвате никаква реална триизмерна обработка. Технически, една Изометрична ъгъл ще бъдат от 30 градуса спрямо хоризонталата, но това се избягва, тъй като пиксели, създадена от линиите алгоритъм няма да следват един чист модел. За да се определи това, линии със съотношение 1:2 пиксел се качват и да доведе до ъгъл от около 26,6 градуса (arctan 0.5).
He-Изометричен пиксел арт е всеки пиксел изкуство, което не попада в Изометричната категория, като гледки от върха, странични, предни, долни гледни точки перспектива. Те се наричат още Planometric мнения.